# Itame helena
Itame helena är en fjärilsart som beskrevs av Samuel E. Cassino 1921. Itame helena ingår i släktet Itame och familjen mätare. Inga underarter finns listade i Catalogue of Life.